# 山下英明
山下 英明（やました えいめい、1923年（大正12年）2月23日 - ）は、日本の通産官僚。通商産業事務次官、三井物産副会長などを務めた。東京府東京市出身。

## 来歴・人物
東京府豊島師範学校附属小学校（現・学芸大附属小金井小）、府立高等学校（のち 旧・東京都立大及び東京都立大附属高）を経て、1943年（昭和18年） 東京帝国大学法学部政治学科卒業。同年9月、商工省入省。改組なった軍需省総動員局属。入省同期に、新田庚一（経企事務次官）、三宅幸夫（特許庁長官）、矢島嗣郎（重工業局長、三愛石油開発顧問）、荘清（中小企業庁長官）、楠岡豪（繊維雑貨局長）、井土武久（特許庁長官）、池田誠一（情報政策黎明期の電子政策課長、京大経卒）など。
戦後に入り、通商局、繊維局、在カナダ大使館出向から、佐藤栄作通産大臣秘書官などを経て、大臣官房審議官時代にケネディ・ラウンド担当となり、田中角栄通産大臣の下、通商局長時代には日米繊維交渉を決着させた。
1972年（昭和47年）6月、同じく田中大臣の下、両角良彦次官留任、山下が企業局長に、和田敏信重工業局次長が官房長に、同期の矢島重工業局長が任期一年を残して辞任。1973年（昭和48年）1月31日、のちのロッキード事件に絡みT-X（ジェット高等練習機）国産化推進派だったために失脚したとされる矢島が東京駅頭で自殺した。その余波が残る中、同年7月、同様に田中大臣の下、両角良彦次官が辞任し、山下が事務次官に就任した。
次官就任直後には第一次オイルショックに見舞われた。さらに退官後の三井物産時代には、イラン化学開発社長としてイラン革命に直面し、大蔵省など日本政府や民間各社からの資金調達を余儀なくされた。1980年（昭和55年）、三井物産副社長兼任社長となったが、イラン・イラク戦争にぶち当たり、イラン・ジャパン石油化学事業は中断・撤退を余儀なくされた。
城山三郎著『官僚たちの夏』の国際派合理的官僚像である片山のモデル。

## 親族
長兄は日本銀行を経て福岡銀行頭取や福岡商工会議所会頭を歴任した山下敏明。次兄は駐アイルランド大使や駐チリ大使を歴任した外交官の山下重明。父は大蔵省東京地方専売局長を務めた山下博敏。

## 略歴
- 1943年 東京帝国大学法学部卒業後、商工省入省。軍需省総動員局属
- 1952年12月16日 外務省経済局第三課
- 1954年11月1日 通商産業大臣官房調査課
- 1955年5月1日 通商産業省繊維局繊政課長補佐[1]
- 1956年 在カナダ日本国大使館
- 1960年12月1日 通商産業大臣官房審議官
- 1961年7月7日 通商産業大臣官房企画室長併任
- 1961年 通商産業大臣秘書官
- 1962年8月16日 通商産業省重工業局重工業品輸出課長
- 通商産業省通商局輸出振興部輸出振興課長
- 1965年4月1日 通商産業省貿易振興局貿易振興課長
- 1965年6月15日 通商産業省通商局通商政策課長
- 1966年6月10日 通商産業大臣官房審議官
- 1967年9月14日 通商産業省貿易振興局経済協力部長
- 1968年10月1日 通商産業省重工業局次長
- 1969年11月7日 通商産業省化学工業局長
- 1971年6月15日 通商産業省通商局長
- 1972年6月23日 通商産業省企業局長（次代の小松勇五郎局長から産業政策局に改組）
- 1973年7月25日 通商産業事務次官
- 1974年11月8日 退官
- 1977年 三井物産入社。顧問、常務、専務を歴任
- 1980年 副社長
- 1988年6月 副会長
- 1997年 世界秩序研究会顧問

※主な参照文献 